# Новая Карьга
Новая Карьга — село, центр сельской администрации в Краснослободском районе. Население 953 чел. (2017). В Новокарьгинскую сельскую администрацию входят д. Заречная Лосевка (53 чел.), с. Песочная Лосевка (86 чел.).

## География
Село расположено на р. Сивинь, в 18 км от районного центра, 6 км от автотрассы Саранск — Краснослободск и 70 км от железнодорожной станции Ковылкино. 

## История
Основано в конце 16 в. служилыми людьми рядом с мокшанским селом Карьга (от м. керьге «деревня»). 
В «Списке населённых мест Пензенской губернии» (1869) Новая Карьга — село казённое из 249 дворов (1 368 чел.); имелись церковно-приходская школа (1861; 12—15 детей; учителя — местный дьякон и священник), 2 мельницы. В 1883 г. открылась земская 3-классная школа, в 1911 г. — библиотека. В 1913 г. в селе было 3 911 чел. Имелось 4 маслобойки, 5 ветряных мельниц, 3 кузницы, овчинный завод, 2 просорушки, пекарня, 2 меловые лавки. 
В 1918 г. были образованы сельсовет (1-й председатель — Г. Г. Шишканов) и потребкооперация; в 1923 г. — комсомольская ячейка во главе с Д. И. Плетнёвым. Весной 1929 г. был организован колхоз «Борец за культуру» (председатель — С. А. Бякин), с 1931 г. — «Красный партизан»; в 1936 и 1944 гг. созданы колхозы «Путь стахановца» и «Победа», с 1959 г. — объединённое хозяйство «Советская Россия», с 1998 г. — СХПК «Новокарьгинский». 
В современном селе — РСУ «Новокарьгинское», ООО «Новокарьгинское», ООО «Хлеб»; средняя школа, библиотека с краеведческим музеем, Дом культуры с картинной галереей, врачебная амбулатория, аптека, участковая ветлечебница, отделения Сбербанка и связи, 5 магазинов.
Каменная церковь Казанской Божией Матери. 

## Население
| 2002 | 2010  |
| ---- | ----- |
| 1122 | ↘1074 |

Уроженцы Новой Карьги — полный Георгиевский кавалер Ф. И. Лебедев, библиотекарь Е. Д. Блахнова, художник В. А. Попков. С Новой Карьгой связаны жизнь и деятельность агронома В. А. Рункова. 